# Lóbulo temporal
El lóbulo temporal es uno de los seis lóbulos principales de cada hemisferio del cerebro. Alberga la corteza primaria de la audición del cerebro; maneja el lenguaje auditivo y los sistemas de comprensión del habla. Además, desempeña un papel importante en tareas visuales complejas, como el reconocimiento de rostros.
El lóbulo temporal se ocupa de varias funciones, incluido el lenguaje. Cuando se escucha música o se escucha hablar a alguien, esta región se encarga de descifrar la información. El procesamiento de información de audio y la memoria auditiva se gestionan aquí. Es decir, recibe y procesa información procedente de los oídos. También contribuye al equilibrio, y regula ciertas emociones como la ansiedad, el placer y la ira.

Lóbulo temporal, en rojo.

## Anatomía

### Giros temporales o Circunvoluciones
Un giro (en latín: gyrus) es la elevación tortuosa de la superficie del cerebro producida al plegarse la corteza. Están limitados y definidos por los surcos (en latín:sulcus).

Giro (gyrus) y sus surcos limitantes

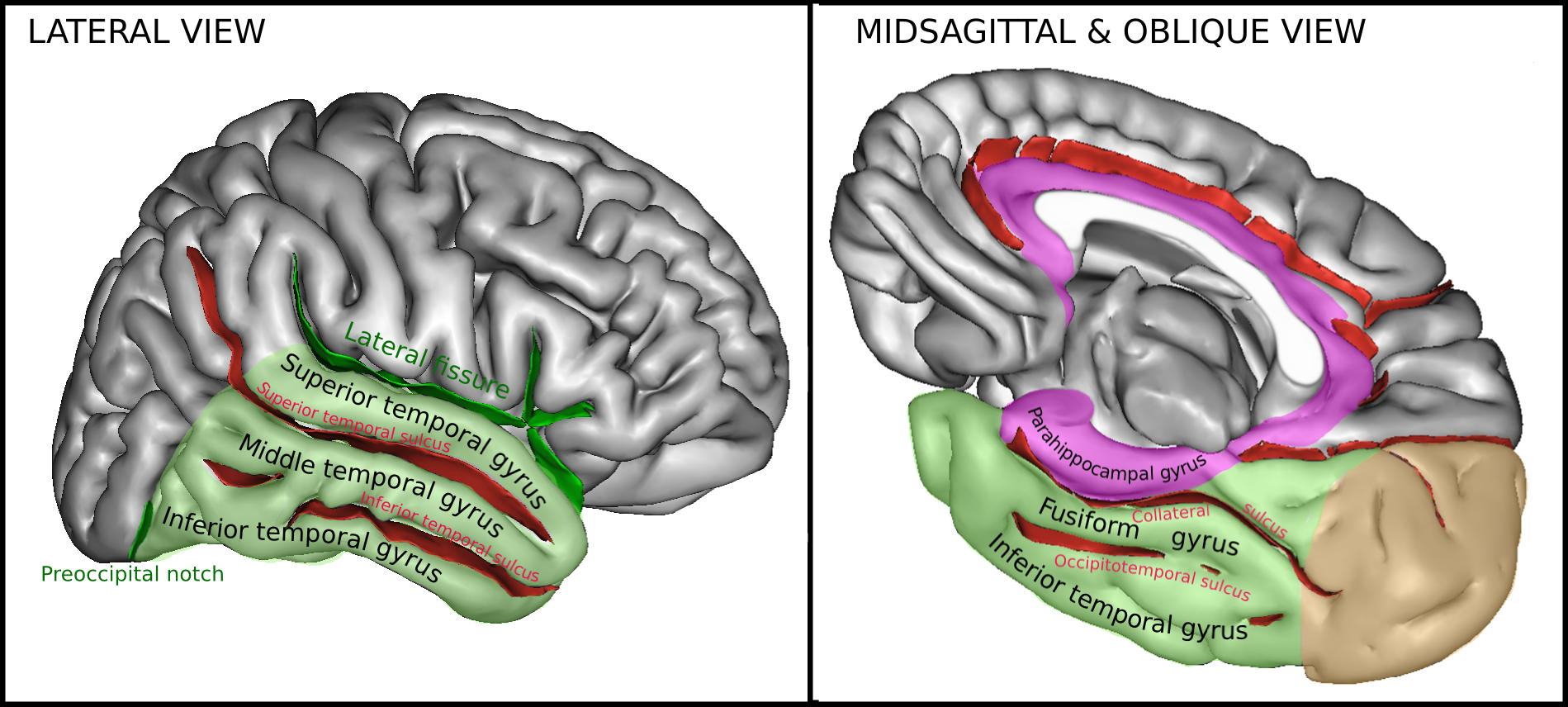
Lóbulo temporal, en verde. Surcos, en rojo.

### Circunvolución temporal superior
También conocido como T1, este giro está limitado por arriba por la cisura lateral (Silvius), que lo separa del lóbulo parietal.

#### Circunvoluciones temporales transversas
Estos giros son pliegues (de paso) témporo-parietales profundos, transversos, ubicados horizontalmente dentro de la cisura lateral de Silvio. Son la superficie libre superior del lóbulo temporal. En ellos se localiza el área auditiva primaria (A1) aproximadamente en las antiguas áreas de Brodmann BA 41 y BA 42. Aquí se realiza la secuenciación y segmentación de los fonemas y su coherencia.
En la cara lateral del giro temporal superior se localiza el área auditiva de asociación, que se corresponde con la 22 de Brodmann (BA 22).

### Circunvolución temporal media
Este giro, denominado T2, continúa por atrás con la circunvolución parietal media. En los humanos se encuentra dentro del área de Brodmann 21 (BA 21).

### Circunvolución temporal inferior
Llamada también T3, esta circonvolución continúa posteriormente con el giro fusiforme. Se extiende por la cara basal del hemisferio.
Aquí se da el procesamiento visual asociado con la representación de características complejas de los objetos, como la forma global.

### Circunvolución temporal fusiforme
Se localiza en la zona central de la cara basal (inferior) del hemisferio. Aquí se encuentra el área de reconocimiento de rostros.

### Circunvolución parahipocampal
Es el giro más interno (mesial) de la base del lóbulo temporal.

## Función
Los lóbulos temporales actúan como áreas principales de convergencia para las señales
provenientes de todas las partes de la corteza.

### Sistema del lóbulo temporal medial
El sistema temporal medial humano es una entidad fisiológica múltiple y heterogénea, del cual forman parte las estructuras anatómicas adyacentes. Está compuesto por: el hipocampo, la amígdala cerebral y la región parahipocampal. La región parahipocampal comprende varias regiones corticales agrupadas en función de su organización laminar y conectividad únicas. En su porción anterior, la región parahipocampal incluye la corteza entorrinal (EC) y la corteza perirrinal (PC); su porción posterior está compuesta por la corteza parahipocampal posterior (PPC) (áreas TH y TF de von Bonin y Bailey).
Este lóbulo temporal medial incluye un sistema de estructuras anatómicamente relacionadas que son básicas para la memoria declarativa (el recuerdo consciente de hechos y eventos).

Este sistema está relacionado fundamentalmente con la memoria; funciona junto con la neocorteza para establecer y mantener una memoria a largo plazo y, por último, a través de un proceso de consolidación, se vuelve independiente de la memoria a largo plazo, aunque siguen existiendo dudas acerca del papel de las cortezas perirrinal y parahipocampal en este proceso y respecto a la memoria espacial en los roedores. Los datos de la neurofisiología, las neuroimágenes y la neuroanatomía señalan que hay una división de trabajo dentro del lóbulo temporal medial. Sin embargo, la información disponible no apoya las dicotomías simples entre las funciones del hipocampo y la corteza temporal medial, dicotomías como, por ejemplo, memoria asociativa contra memoria no asociativa, memoria episódica contra memoria semántica y recuerdo (recollection) contra familiaridad (reconocimiento).
En el área fusiforme del lóbulo temporal existe una red cerebral que se activa ante la presencia de un rostro y estaría implicada en la codificación estructural de la información facial.

## Trastornos clínicos
Las consecuencias de las alteraciones funcionales o de las lesiones anatómicas del lóbulo temporal están asociadas a trastornos auditivos y del lenguaje.

### Epilepsia temporal
La alteración funcional o lesión anatómica de un área temporal, da origen a crisis focales o crisis localizadas que son denominadas crisis parciales. Las crisis parciales simples se dan sin alteración del estado de conciencia. Pueden presentar alucinaciones auditivas. Las crisis parciales complejas causan alteración del nivel de conciencia. En adultos, tienen su origen en el lóbulo temporal en el 60 % de los casos.

### Déficit cognitivo
Los síntomas deficitarios de los síndromes focales están basados en lesiones de áreas que están conectadas mediante fascículos de sustancia blanca. Los síndromes deficitarios focales del lóbulo temporal, provocan alteraciones del lenguaje denominados afasia, amusia y agnosia.
Los trastornos pueden ser clasificados según su topografía:
- Corteza auditiva primaria: las lesiones unilaterales son subclínicas; las lesiones bilaterales de la corteza primaria provocan sordera cortical.
- Cortezas auditivas de asociación.
- En el hemisferio izquierdo:
  - Afasia sensorial de Wernicke.
  - Afasia sensorial transcortical.
  - Afasia anómica.
  - Afasia de conducción acústico-amnésica.
  - Amnesia para material verbal.
  - Amusia y agnosia auditiva.
- En el hemisferio derecho:
  - Amusia receptiva o sensorial.
  - Disprosodia sensorial.
  - Amnesia para material visual.
- Bilateral:
  - Agnosia auditiva.
  - Sordera verbal pura.
- Cortezas temporales laterales de asociación supramodal:
  - Anomia.
  - Alteración de aprendizaje visual.
  - Amnesia retrógrada.
  - Estado confusional con agitación.
  - Alteración de la asociación auditivo-visual a emociones.
- Cortezas temporales inferiores de asociación visual:
  - Agnosia visual.
  - Prosopagnosia.
  - Acromatopsia.
  - Anomia para el color.